# Distretto di Cossonay

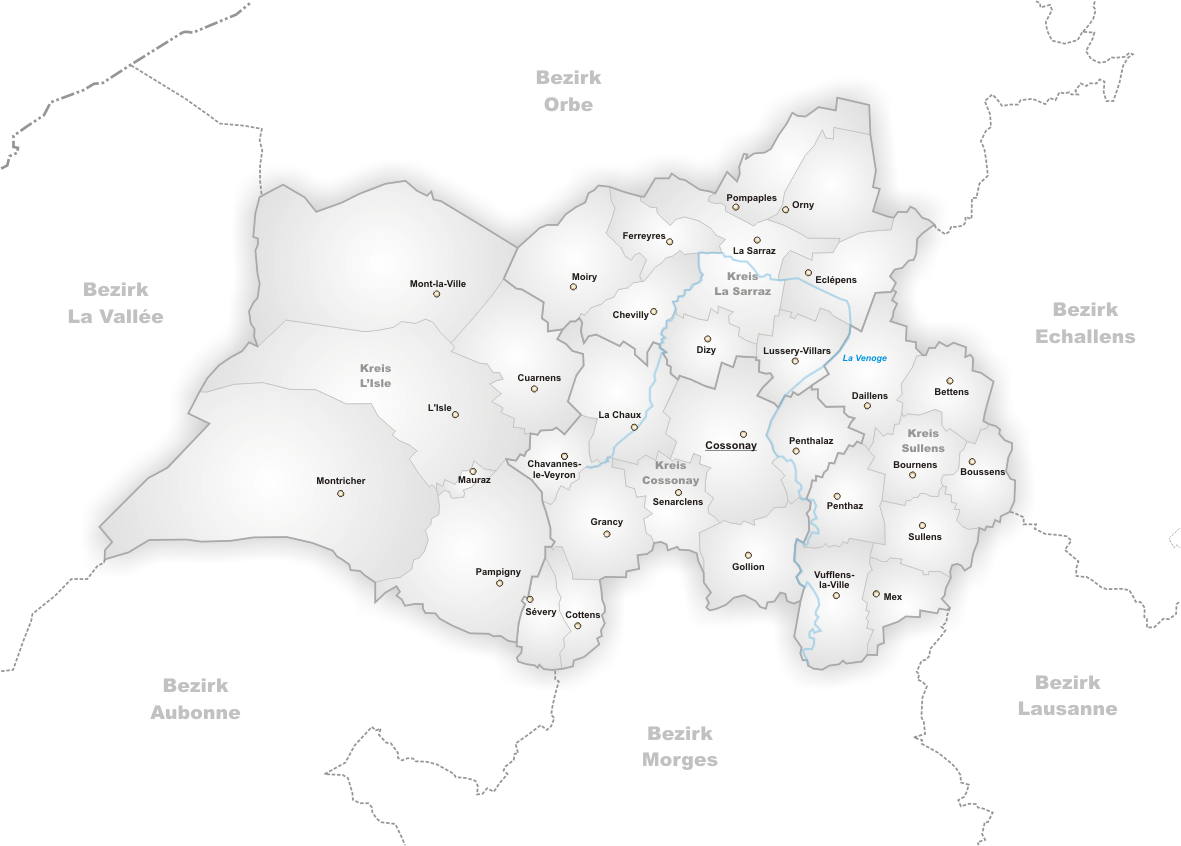
Comuni del distretto di Cossonay

Il distretto di Cossonay è stato un distretto del Canton Vaud, in Svizzera. Confinava con i distretti di Orbe a nord, di Echallens a est, di Losanna a sud-est, di Morges e di Aubonne a sud e di La Vallée a ovest. Il capoluogo era Cossonay.
In seguito alla riforma territoriale entrata in vigore nel 2008 il distretto è stato soppresso e i suoi comuni sono entrati a far parte dei distretti di Gros-de-Vaud e Morges.
Amministrativamente era diviso in 4 circoli e 32 comuni:

## Cossonay
- Chavannes-le-Veyron
- Cossonay
- Cottens
- Gollion
- Grancy
- La Chaux
- Penthalaz
- Senarclens
- Sévery

## La Sarraz
- Chevilly
- Dizy
- Eclépens
- Ferreyres
- La Sarraz
- Lussery
- Moiry
- Orny
- Pompaples
- Villars-Lussery

## L'Isle
- Cuarnens
- L'Isle
- Mauraz
- Mont-la-Ville
- Montricher
- Pampigny

## Sullens
- Bettens
- Bournens
- Boussens
- Daillens
- Mex
- Penthaz
- Sullens
- Vufflens-la-Ville

## Fusioni
- 1999: Lussery, Villars-Lussery → Lussery-Villars